# Maison Vojinović à Inđija
La maison Vojinović à Inđija (en serbe cyrillique : Кућа Војновића у Инђији ; en serbe latin : Kuća Vojnovića u Inđiji) se trouve à Inđija, dans la province de Voïvodine, en Serbie. Elle est inscrite sur la liste des monuments culturels protégés de la république de Serbie (identifiant no SK 1557).

## Présentation
La maison Vojnović, construite vers 1873, est caractéristique de l'architecture urbaine de la fin du XIXe siècle. Elle a conservé son apparence et son aspect intérieur d'origine.
Aujourd'hui, elle abrite une galerie où l'on organise également divers événements culturels.